# Economic Freedom Fighters
Economic Freedom Fighters (EFF) és un partit polític sud-africà d'extrema esquerra, panafricanista i marxista-leninista. Va ser fundat per l'expresident de la Lliga Juvenil del Congrés Nacional Africà, Julius Malema, quan en va ser expulsat el 2013. Actualment és el tercer partit amb més representació a les dues cambres del parlament de la República de Sud-àfrica.

## Història
En una roda de premsa del 26 de juliol de 2013 a Soweto, Malema va anunciar que el nou partit comptava amb més de 1.000 membres, el doble dels 500 necessaris per a registrar-se a la Comissió Electoral Independent.
El 2015, l'EFF va anunciar que havia denunciat al Tribunal Constitucional a Jacob Zuma. La sentència va declarar que el llavors president havia violat la Constitució de Sud-àfrica, juntament amb el president de l'Assemblea Nacional Baleka Mbete. El president va tenir 60 dies per complir els requisits establerts per la síndica de greuges Thuli Madonsela.
L'any 2016, després de les eleccions municipals a Sud-àfrica, l'EFF va declara que donaria suport a l'Aliança Democràtica a les àrees metropolitanes, però no entrarien en coalició amb cap partit polític.
El 2018 l'EFF va presentar una moció a l'Assemblea Nacional per a modificar la Constitució a fi de permetre l'expropiació de terrenys sense indemnització. La moció va ser aprovada amb 241 vots a favor i 83 en contra.
El 2018, la sectorial estudiantil del partit, l'EFF Student Command, va guanyar les eleccions a nombroses universitats d'arreu del país, entre elles la Universitat de Ciutat del Cap.

## Ideologia
L'EFF «s'inspira en l'àmplia tradició marxista-leninista i les escoles de pensament fanonianes en les seves anàlisis de l'estat, l'imperialisme, la cultura i les contradiccions de classe en cada societat». L'EFF pren com a referent el president burkinès Thomas Sankara.
Critica el Congrés Nacional Africà i el principal partit opositor, l'Aliança Democràtica, per les seves posicions favorables al neoliberalisme perquè «han venut els negres de Sud-àfrica al capitalisme com a mà d'obra barata». L'EEF es compromet a fer front a la corrupció, oferir habitatges socials de qualitat i assegurar atenció primària de salut i educació gratuïta universal, a més de proposar expropiar terres de conreu de propietat blanca, nacionalitzar els sectors miner i bancari, doblar les subvencions socials i el salari mínim, i acabar amb el sistema de peatge proposat per a autopistes.
L'EFF ha criticat els propietaris negres d'empreses mineres a Sud-àfrica. En un discurs a l'Oxford Union el novembre de 2015, Malema es va pronunciar contra el multimilionari Patrice Motsepe. Malema es va dirigir a una multitud a Marikana, a la zona de la mineria de platí de Rustenburg, culpant les empreses explotadores de la pobresa a la regió.
Es presenta com un partit panafricanista i dona suport a la proposta dels Estats Units d'Àfrica. En aquest sentit, ha elogiat l'antic líder libi Moammar al-Gaddafi. El partit està en contra de la presència de les bases militars estatunidenques a l'Àfrica, sobretot a Botswana. Abans de formar l'EFF, Malema havia demanat l'enderrocament del govern d'Ian Khama a Botswana. L'EFF critica la presència de França a l'Àfrica i el 2022 el partit es va manifestar davant de l'ambaixada francesa a Pretòria. L'EFF està en contra del sionisme.
L'EFF dona suport oficialment a la invasió russa d'Ucraïna del 2022, elogiant el que anomenen el «programa antiimperialista» de Rússia contra l'OTAN. El partit és molt crític amb Israel i el seu conflicte amb el poble palestí, referint-se al país com a «malvat» i advocant per la seva desaparició. El setembre de 2022, l'EFF va anunciar que no plorarien la mort d'Elisabet II del Regne Unit, ja que «mai no va reconèixer les atrocitats que la seva família va infligir als nadius que va envair a tot el món». L'EFF també considera que Taiwan és una «part integral» de la República Popular de la Xina, i ha qualificat el Partit Comunista Xinès de «portador de la torxa de totes les formacions marxistes-leninistes del món».
L'EFF dona suport als drets de la comunitat LGBTQI+ i condemna oficialment les lleis que pretenen prohibir l'homosexualitat. El partit va criticar el projecte de llei contra l'homosexualitat d'Uganda de 2023 i va liderar una protesta davant de la seva ambaixada per instar el president Yoweri Museveni a no signar-la.
Segons una enquesta d'Ipsos de novembre de 2013, els partidaris del partit són més joves que la mitjana, amb un 49% menors de 24 anys, aclaparadorament negres (99%) i majoritàriament homes, amb les dones que només representen el 33% de la base social. Un nombre important de seguidors viu a la província natal de Malema, Limpopo (28%), mentre que només l'1% viu a KwaZulu-Natal, la província més poblada del país.

## Resultats Electorals
| Any  | Vots      | %     | Escons Assemblea | +/- | Escons Consell | +/- | Govern   |
| ---- | --------- | ----- | ---------------- | --- | -------------- | --- | -------- |
| 2014 | 1,169,259 | 6.35  | 25 / 400         | Nou | 7 / 90         | Nou | Oposició |
| 2019 | 1,881,521 | 10.79 | 44 / 400         | 19  | 11 / 90        | 4   | Oposició |
| 2024 | 1,529,961 | 9.52  | 39 / 400         | 5   | 10 / 90        | 1   | Oposició |